# Parorchestia ihurawao
Parorchestia ihurawao är en kräftdjursart som beskrevs av Duncan 1994. Parorchestia ihurawao ingår i släktet Parorchestia och familjen tångloppor. Inga underarter finns listade i Catalogue of Life.